# 南丹蛇根草
南丹蛇根草（学名：Ophiorrhiza nandanica）为茜草科蛇根草属的植物，为中国的特有植物。分布于中国大陆的广西等地，生长于海拔800米至1,000米的地区，一般生长在石灰岩地区林中阴处，目前尚未由人工引种栽培。